# Zygmunt Brynk
Zygmunt Brynk (ur. 25 kwietnia 1872 w Mohylowie Podolskim, zm. 26 września 1943 w Milanówku) – polski kontradmirał, inżynier mechanik okrętowy. Służył jako generał major w Marynarce Wojennej Imperium Rosyjskiego, a następnie po odzyskaniu niepodległości przez Polskę jako kontradmirał w Marynarce Wojennej II Rzeczypospolitej.

## Życiorys
Zygmunt Bryk urodził się 25 kwietnia 1872 roku w Mohylowie Podolskim, w rodzinie Kazimierza, matematyka, i Zofii z domu Brynk. Po śmierci rodziców znalazł się pod kuratelą stryjecznego brata Antoniego (1850–1925).
W 1894 ukończył Wydział Budowy Okrętów  w Morskiej Szkole Inżynierii w Kronsztadzie i otrzymał promocję oficerską oraz tytuł inżyniera mechanika okrętowego. Był również absolwentem Akademii Morskiej w Petersburgu z 1900. Po ukończeniu szkoły w Kronsztadzie służył na kanonierce „Groziaszczij”, początkowo jako oficer mechanik, a następnie starszy oficer mechanik. W latach 1900–1901 w Filadelfii brał udział w budowie pancernika „Retwizan”, na którym w późniejszym czasie był starszym oficerem mechanikiem. Od 1908 do 1917 podobną funkcję sprawował na pancernikach „Giegorij Pobiedonosiec” oraz „Impieratrica Marija”. Potem został flagowym oficerem mechanikiem dywizji pancerników Floty Morza Czarnego, a także przewodniczył Komisji Nadzoru Budowy Okrętów w Mikołajowie. W 1918 piastował stanowiska oficera mechanika portu w Sewastopolu i głównego oficera mechanika dywizji pancerników. W latach 1917–1918 zasiadał w Zarządzie Związku Wojskowych Polaków w Sewastopolu oraz był delegatem Zjazdu Wojskowych Polaków do Rządu Tymczasowego.
7 lipca 1919 roku został przyjęty do Wojska Polskiego „z byłych Korpusów Wschodnich i byłej armii rosyjskiej”, z zatwierdzeniem posiadanego stopnia pułkownika i przydzielony do Departamentu Spraw Morskich. 15 sierpnia 1919 roku został zatwierdzony, „warunkowo, do czasu ułożenia przez Komisję Weryfikacyjną ogólnej listy starszeństwa oficerów WP”, w randze generała podporucznika.
Następnie znalazł się w Paryżu, gdzie pełnił funkcję specjalisty w polskiej delegacji na konferencję pokojową w sprawie traktatu wersalskiego. Jeszcze w 1919 objął stanowisko pełnomocnika wojskowego i morskiego przy Poselstwie Polskim w Waszyngtonie. 15 września 1920, pod wpływem nacisków ze strony posła RP w Waszyngtonie Kazimierza Lubomirskiego został odwołany z zajmowanego stanowiska przez ówczesnego Ministra Spraw Wojskowych, generała porucznika Kazimierza Sosnkowskiego. 9 listopada 1920 roku został przydzielony do Centralnej Stacji Zbornej w Warszawie.
22 listopada 1920 roku, na własną prośbę, został zwolniony z czynnej służby z zaliczeniem do Rezerwy armii, w stopniu generała podporucznika inżyniera marynarki. Dekretem Naczelnika Państwa i Naczelnego Wodza z 5 sierpnia 1922 roku został przeniesiony „w stały stan spoczynku na własną prośbę z prawem noszenia munduru z dniem 22 listopada 1920 roku w stopniu kontradmirała”. 26 października 1923 roku Prezydent RP Stanisław Wojciechowski zatwierdził go w stopniu generała brygady. W 1934 roku pozostawał w ewidencji Powiatowej Komendy Uzupełnień Grodzisk Mazowiecki, jako oficer stanu spoczynku w stopniu generała brygady ze starszeństwem z dniem 1 czerwca 1919 roku i 2. lokatą w korpusie oficerów Marynarki Wojennej, korpus oficerów technicznych. 28 kwietnia 1939 roku został przeniesiony z korpusu oficerów technicznych do korpusu oficerów służb Marynarki Wojennej, grupa oficerów technicznych, w stopniu kontradmirała stanu spoczynku ze starszeństwem z dniem 1 czerwca 1919 roku i 1. lokatą.
W latach 1921–1922 był dyrektorem technicznym Towarzystwa Polsko-Amerykańskiego Żeglugi Morskiej. Od 1923 do 1931 pracował w Najwyższej Izbie Kontroli, będąc radcą, rzeczoznawcą oraz naczelnikiem Wydziału Morskiego. W 1931 został członkiem, a następnie prezesem Zarządu Polskich Zakładów Optycznych S.A. „H. Kolberg i S-ka” w Warszawie. Zmarł 26 września 1943 w Milanówku. Został pochowany na Cmentarzu Wojskowym na Powązkach w Warszawie (kwatera B 18-6-4).

## Awanse
- podporucznik - 1894
- porucznik
- kapitan - 1 stycznia 1905
- podpułkownik - 6 grudnia 1906
- pułkownik - 22 marca 1915
- generał major floty - 25 grudnia 1917
- generał podporucznik marynarki - 15 sierpnia 1919
- generał brygady marynarki - 5 maja 1922[12]
- kontradmirał - 28 kwietnia 1939

## Ordery i odznaczenia
- Krzyż Walecznych
- Złoty Krzyż Zasługi (26 lutego 1932)[13]
- Order św. Anny II i III klasy (Imperium Rosyjskie)
- Order Świętego Stanisława II i III klasy (Imperium Rosyjskie)
- Krzyż Kawalerski z Mieczami Orderu św. Włodzimierza (Imperium Rosyjskie)